# Rumsey Rock
Der Rumsey Rock oder Linshi Shi (chinesisch 林士石, Pinyin Línshì Shí, Jyutping Lam4si6 Sek6) ist eine ehemalige Felseninsel in der einstigen Hung Hom Bay in Victoria Harbour, Hongkong. Sie lag im Osten von Victoria Harbour und gehörte administrativ zum Kowloon City District. Der Felsen wurde im Zuge von Landgewinnung zwischen Tsim Sha Tsui East und Hung Hom in den neugewonnenen Grund einbezogen. Der Standort des Felsens lag im Bereich der heutigen Privat-Siedlung Harbour Place private housing estate.

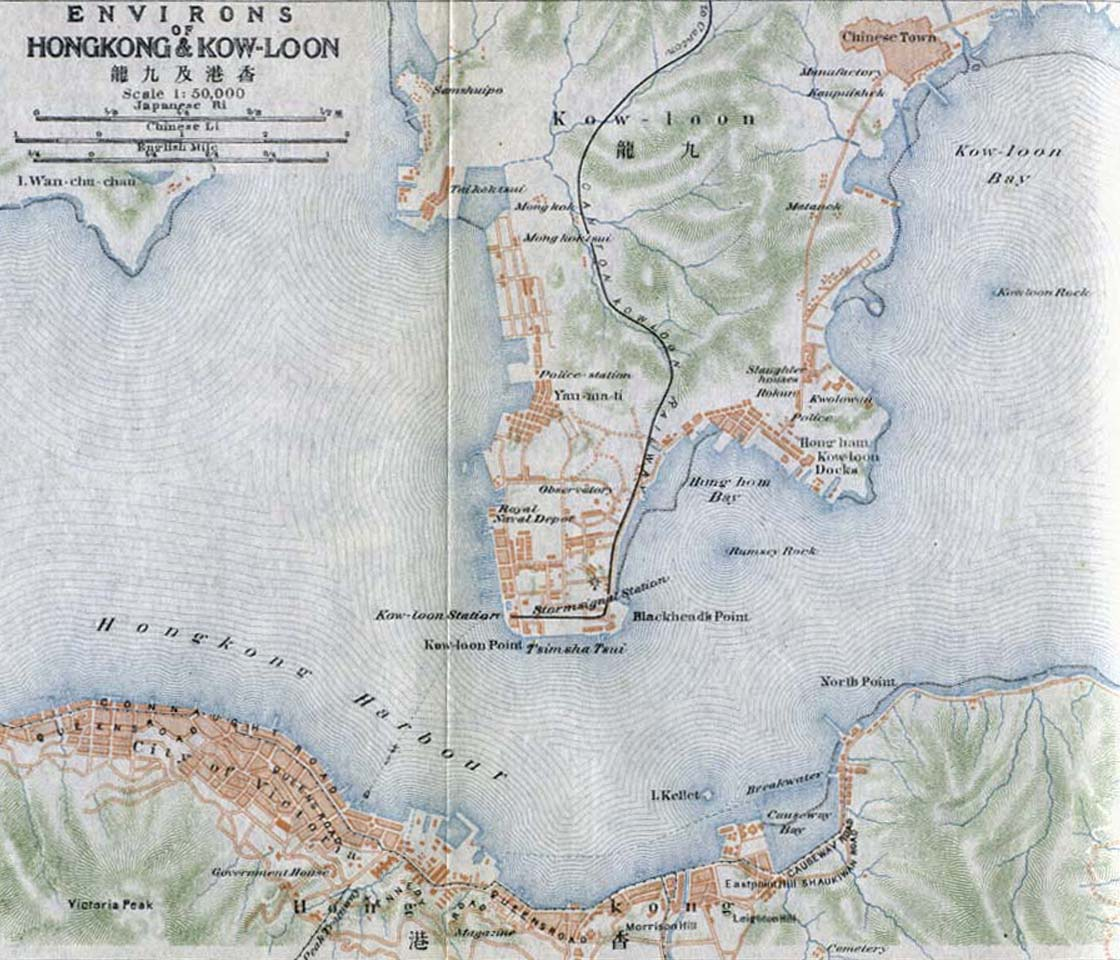
Karte von 1915 mit Kennzeichnung der Lage des Felsens.